# Diaspis antiquorum
Diaspis antiquorum är en insektsart som beskrevs av Green 1922. Diaspis antiquorum ingår i släktet Diaspis och familjen pansarsköldlöss.
Artens utbredningsområde är Sri Lanka. Inga underarter finns listade i Catalogue of Life.